# Тегетхофф

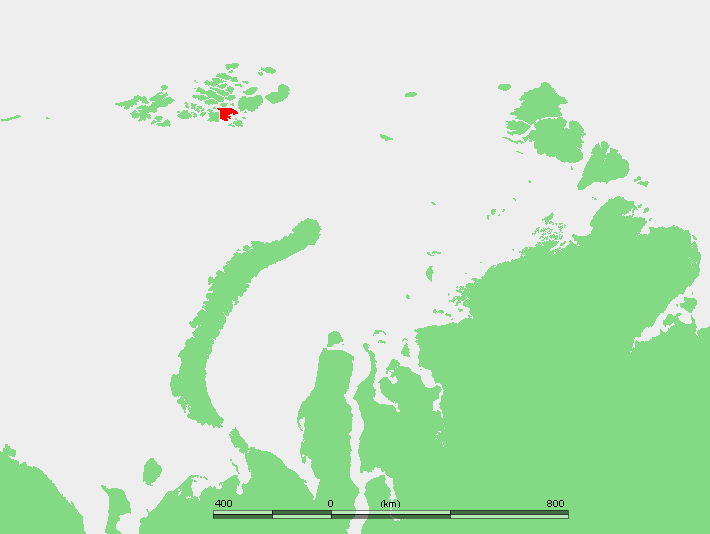
Остров Галля на карте Земли Франца-Иосифа

Тегетхофф — мыс в южной части острова Галля, Земля Франца-Иосифа, Приморский район Архангельской области России.

## География
Мыс расположен на южной оконечности острова Галля — одного из самых южных островов архипелага. Он свободен ото льда, всю территорию мыса занимают песчаники и галечники. В южной части мыса находятся две скалы останцы, высотой 25 и 60 метров. Мыс омывается Баренцевым морем с юга и бухтой Суровой с севера. Сразу за мысом Тегетхоффа, вглубь острова, начинаются скалы Заварицкого — 15-километровая гряда с высотами до 500 метров.

## История
Именно с мыса Тегетхофф началась история освоения архипелага. Земля Франца-Иосифа была открыта совершенно случайно: австрийская экспедиция под руководством Карла Вейпрехта и Юлиуса Пайера на парусно-паровой шхуне «Адмирал Тегетгофф» (нем. Admiral Tegetthoff), отправившаяся в 1872 году для открытия Северо-восточного прохода, была затёрта льдами к северо-западу от Новой Земли и затем, постепенно уносимая ими к западу, 30 августа 1873 года принесена была к берегам острова Галля в районе мыса Тегетхоффа. В память об этой исторической высадке на мысе установлен памятник шхуне «Адмирал Тегетгофф».
Благодаря удачному расположению, на мысе не раз высаживались другие экспедиции. До наших дней сохранились развалины деревянных строений, оставшихся от экспедиции американца Уолтера Уэллмана (англ. Walter Wellman), прибывшего сюда в 1898 году.
В середине 90-х в окрестностях мыса австрийской киностудией был снят документальный фильм о первооткрывателях островов.

## Топографические карты
- Лист карты U-40-XXXIV,XXXV,XXXVI остров Галля. Масштаб: 1 : 200 000. Издание 1971 г.